# Castello di Mombasiglio
Il castello di Mombasiglio è una fortezza medievale che si trova a Mombasiglio, in Piemonte.

## Storia

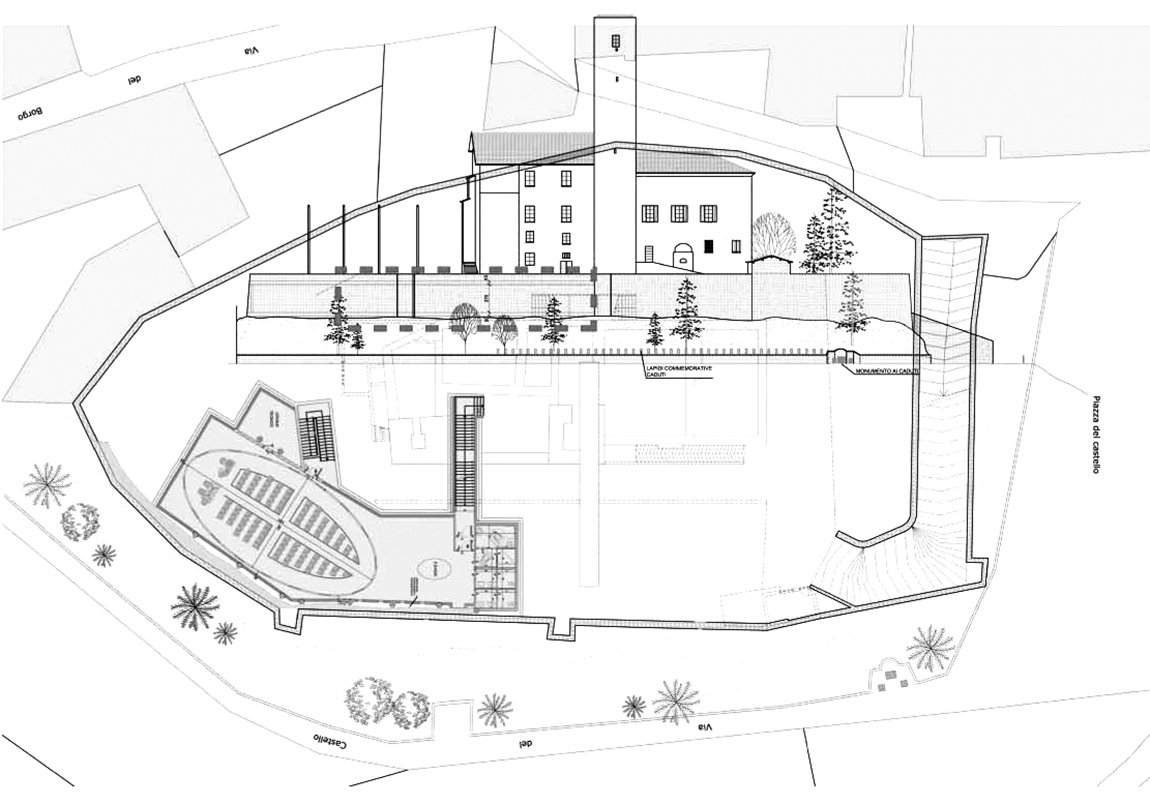
Planimetria del castello.

Il castello, costruito intorno all'anno 1000, si trova nel borgo storico, in una zona panoramica e ben esposta. La sua storia si intreccia con quella del paese che vi è sorto intorno: fu feudo dei signori di Carassone. Fu in seguito, nel 1134, ceduto al vescovo di Asti, Quest'ultimo cambiò il feudo con quello di Boves dando il possesso dell'ampio consortile ai marchesi di Ceva i quali dovettero a loro volta riconoscersi vassalli dei Savoia (1343), dei Visconti (1351) e, dopo la donazione di Asti e dell'annesso marchesato di Ceva da parte di Gian Galeazzo Visconti alla figlia Valentina (1386) appartenne al marito di questa, Luigi d'Orléans ed ai suoi discendenti. Mombasiglio costituì con Bagnasco uno dei "donzeni" in cui era diviso il marchesato di Ceva e verso la fine del XV secolo fu confiscato sotto l'accusa di tradimento ai marchesi che lo possedevano dal governatore orleanse di Asti, Hector de Monténard. Nel 1503 Luigi XII, re di Francia (e già duca d'Orléans) donò Mombasiglio e Bagnasco a Francesco Maria della Rovere duca d'Urbino, nipote di papa Giulio II; dieci anni dopo il duca vendette i due territori al genovese Sebastiano Sauli, da cui passò nel 1522 ad un altro genovese, Agostino Lomellini, alla cui morte passò alla figlia Caterina, moglie di Giorgio Spinola. Questi, recatosi a prendere possesso del feudo, fu trucidato nel 1530 da alcuni marchesi di Ceva, eredi degli antichi proprietari, per cui la vedova si vide costretta a cedere i diritti sul castello di Mombasiglio e su Bagnasco al marchese di Finale Giovanni del Carretto (1531). Restò unita al marchesato finalese fino al 1583 quando, morto il principe Alfonso II del Carretto, il feudo fu occupato per ordine del duca Carlo Emanuele I di Savoia, pur restando i diritti feudali agli eredi del marchese di Finale.
Alla morte di Sforza Andrea del Carretto, ultimo marchese di Finale (1602) Mombasiglio fu venduto dalla Camera ducale alla famiglia Sandri-Trotti di Fossano, la quale apportò al maniero vari restauri, dandovi quell'aspetto che parzialmente conserva ancora oggi: la possente torre quadrata, costruita in pietra, sul punto più alto della collina, che serviva da punto di avvistamento, segnalazione e difesa ed un torrione più basso che venne conglobato nel corpo del castello. Il tutto privilegiò le funzioni residenziali e produttive, necessarie essendo venute meno le necessità militari.

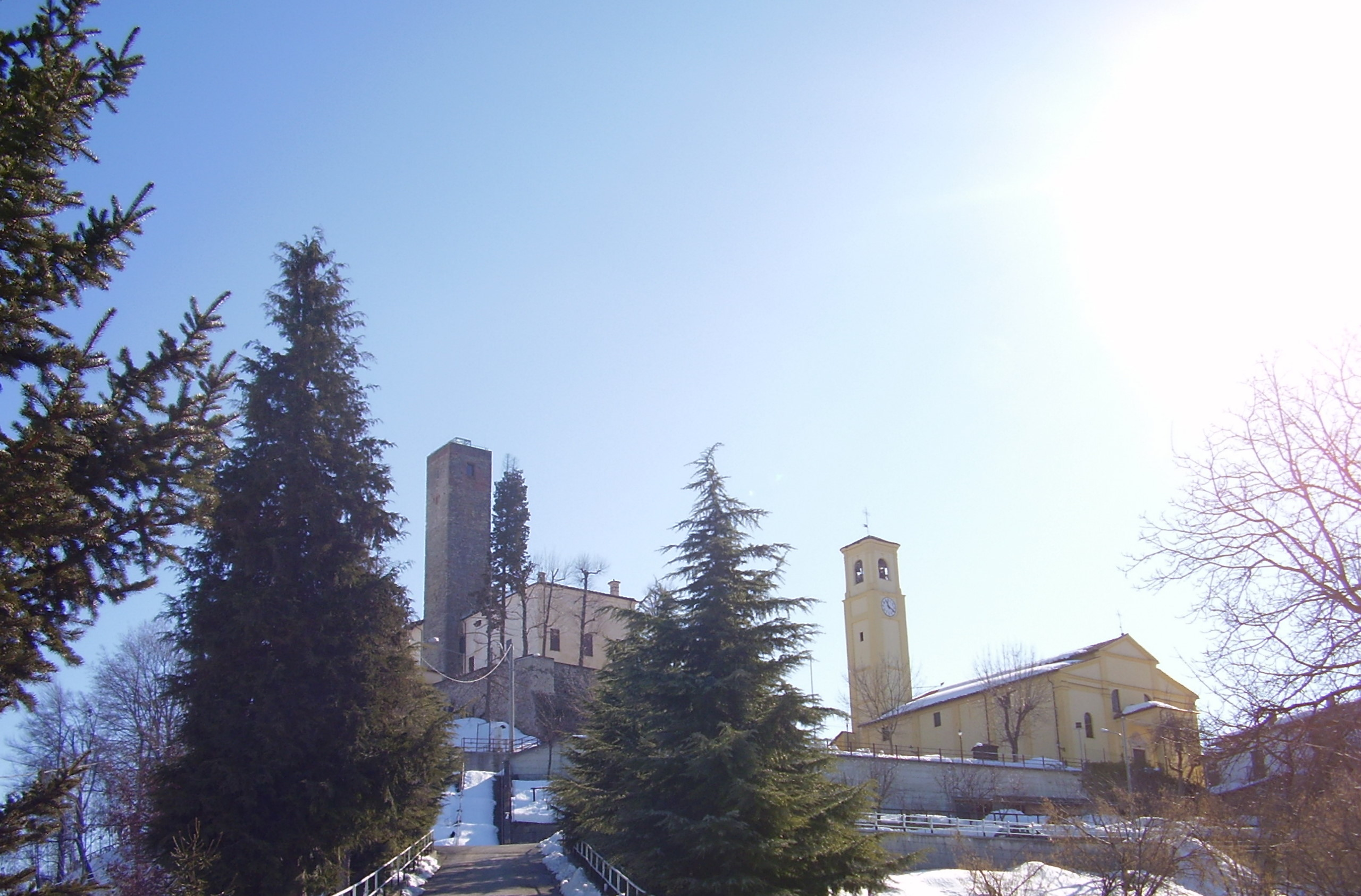
La torre e la chiesa

Nel 1796 bivaccarono al castello le armate napoleoniche, comandate dal generale Jean Mathieu Philibert Sérurier nel contesto della prima campagna d'Italia. L'occupazione del castello da parte delle truppe di Sérurier è testimoniato ancor oggi da firme e da scritte, incomprensibili nel loro contenuto, esistenti su di un muro, fatte con carbone dai soldati francesi.

## Museo Bonaparte
All'interno del castello, al primo piano, è allestito il Museo Bonaparte che ospita la collezione più estesa di stampe, di acqueforti originali di Giuseppe Pietro Bagetti sulla prima campagna d'Italia di Napoleone.
Secondo le fonti Giuseppe Bagetti, presumibilmente, collaborò con l'armata francese fin dal 1796-1797 anche se solo nel giugno del 1800 venne designato "capitain ingénieur géographe artiste" presso lo stato maggiore. Nel 1802 venne assegnato, per ordine di Napoleone, all'armata d'Italia e il suo compito era quello di ripercorrere i luoghi dove sono avvenute le battaglie della prima campagna napoleonica in Italia per realizzare una serie di vedute, disegni ed acquarelli che, con precisione geografica, illustrino i momenti più importanti che hanno visto come protagonista il generale francese ed il suo esercito. Una sorta di reportage a ritroso per esaltare il valore dell'esercito napoleonico e del suo comandante. Nel 1807 Napoleone fece collocare la serie di 68 acquarelli nella galleria del castello di Fontainebleau dove si trovava l'ufficio topografico personale dell'imperatore, prima di essere spostati all'interno del Musée National des Versailles et de Trianon.
L'esposizione è poi costituita da quadri, cannoni, fucili, pistole, pallottole, fibbie, spade, monete
e mobili d'epoca, oltre che da un grande busto di Napoleone realizzato da Charles Louis Corbet, originariamente esposto al Salon di Parigi, che ritrae il generale all’età di 29 anni, quando venne nominato Primo console dopo la Campagna d'Egitto.
Il museo ospita inoltre circa 4 000 esemplari di soldatini piatti in stagno di Norimberga, acquisiti nel corso del tempo, nelle loro confezioni originali risalenti al XIX secolo e tutte rappresentanti i soldati dell’epopea napoleonica dei rispettivi eserciti che hanno partecipato alle battaglie ad essa riferite: francese, austriaco, italiano; nonché un plastico della battaglia del Bricchetto, realizzato utilizzando oltre 1550 pezzi.